# Трепчик, Ян
Ян Трепчик (кашуб. Jón Trepczik, пол. Jan Trepczyk; 22 октября 1907, Польша − 3 сентября 1989, Вейхерово, Польша) — один из наиболее известных кашубских поэтов, автор песен, общественный деятель, составитель польско-кашубского словаря, педагог, один из основателей Музея кашубско-поморской письменности и музыки в Вейхерово.

## Биография
Ян Трепчик родился 22 октября 1907 года в деревне Буда в многодетной крестьянской семье.
С 1914 по 1921 годы преподавал в начальной школе в Мирахове. В школе он познакомился с Александром Лабудой, который заинтересовал Яна Трепчика кашубской культурой. В 1926 году он окончил университет и стал преподавать в начальной школе. Летом 1929 года вместе с Александром Лабудой организовал в городе Картузы съезд учителей, на котором была основана общественно-культурная организация «Zrzeszenie Regionalne Kaszubów», которая выступала за более широкое культурное и политическое представительство кашубов в вольном городе Гданьск.
В 1930 году Ян Трепчик впервые дебютировал на страницах литературного журнала «Chëcz Kaszëbskô». В 1934 году местные власти, чтобы нейтрализовать кашубское движение, перевели его в Рогозьно.
В начале Второй мировой войны Ян Трепчик находился в Тлукавах. Немецкие власти позволили ему здесь остаться, но он вернулся на родину, где стал работать кассиром в Щанове — местной гмине. Позднее участвовал в военных сражениях в составе Армии Андерса в Италии.

## Сочинения
- Kaszebskji pjesnjôk. Dzél I, Rogoźno Wlkp. 1935
- Moja stegna, Gdańsk, 1970
- Rodnô Zemia, Gdańsk, 1974
- Ukłôdk dlô dzôtk, Gdańsk, 1975
- Odecknienié, Gdańsk, 1977
- Moja chëcz, Gdańsk, 1978
- Lecë choranko, Gdańsk, 1980
- Ukłôdk dlô dzôtk, Gdańsk, 1980
- Słownik polsko-kaszubski, Gdańsk, 1994
- Lecë choranko. Pieśni kaszubskie, Wejherowo, 1997
- Hej mòrze, mòrze. Zbiór pieśni 1, Wejherowo, 2008
- Marika. Zbiór pieśni 2, Wejherowo, 2008

## Источник
- Bądkowski L. Zarys historii literatury kaszubskiej. — Gdańsk 1959, 2006.
- Neureiter F. Geschichte der Kaschubische Literatur. — München 1978, 1991. — ISBN 3-87690-488-9
- Pasja twórczego życia. / Kamiński E. (opr.) - Wejherowo, 1979.